# Macrosteles slossoni
Macrosteles slossoni är en insektsart som beskrevs av Van Duzee 1893. Macrosteles slossoni ingår i släktet Macrosteles och familjen dvärgstritar. Inga underarter finns listade i Catalogue of Life.